# رزیدنت ایول: آخرالزمان
رزیدنت ایول: آخرالزمان یا رزیدنت ایول: موعود (به انگلیسی: Resident Evil: Apocalypse) فیلمی در ژانر رستاخیزی و ترسناک به کارگردانی الکساندر ویت و نویسندگی و تهیه‌کنندگی پل دبلیو. اس. اندرسون است که در ۱۰ سپتامبر ۲۰۰۴ منتشر شد. جرمی بولت و دان کارمودی از دیگر تهیه‌کنندگان این فیلم هستند. این فیلم دنبالهٔ مستقیم رزیدنت ایول (۲۰۰۲)، و دومین بخش از مجموعه فیلم‌های رزیدنت ایول به‌شمار می‌رود که بر اساس بازی‌های ویدئویی ترس و بقا شرکت کپ‌کام، رزیدنت ایول ساخته شده است. روایت این فیلم برداشتی آزاد از داستان بازی رزیدنت ایول ۲ و رزیدنت ایول ۳: نمسیس می‌باشد. میلا یوویچ یکبار دیگر نقش آلیس را تکرار می‌کند، و سیه‌نا گیلری در نقش جیل ولنتاین و اودد فهر در نقش کارلوس اولیویرا به او می‌پیوندند.
فیلم به‌طور کلی با واکنش‌های نامطلوبی از سوی منتقدان همراه بود، با وجود این ۱۳۰ میلیون دلار در سراسر جهان فروش کرد در حالی که ۴۵ میلیون دلار بودجه ساخت آن بوده است. پس از آن دنباله‌ای تحت عنوان رزیدنت ایول: انقراض در سال ۲۰۰۷ منتشر شد.

## داستان
این فیلم در ادامه داستان فیلم پیشین می‌باشد. آلیس (با بازی میلا یوویچ) پس از خروج از هایو توسط مأموران شرکت آمبرلا دستگیر شده و مدتی بعد، شهر راکون توسط شیوع ویروس تی دچار طغیان می‌گردد. شهروندان شهر با ابتلا به ویروس تی به زامبی تبدیل شدند. جیل ولنتاین (با بازی سیه‌نا گیلری) مجدداً وارد اداره پلیس شهر راکون شده و به همکاری با پلیس برای خارج کردن شهروندان سالم از شهر می‌پردازد. در این بین آلیس از آزمایشگاه فرار کرده و وارد شهر می‌شود. پژوهشگران شرکت آمبرلا با فعال کردن نمسیس، قصد دارند تا تمامی اعضای باقی‌مانده گروه استارز را از سر راه بردارند. جیل ولنتاین نیز در این گروه عضو می‌باشد. سرانجام، آلیس با جیل ولنتاین و سایر شهروندان همراه شده و به آن‌ها برای خروج از شهر کمک می‌کند. آلیس پس از آن که موفق شد از شهر راکون فرار کند توسط مأموران آمبرلا دستگیر شده و مورد آزمایش قرار می‌گیرد. پس از مدتی آلیس موفق به فرار از آزمایشگاه می‌شود و با کمک جیل ولنتاین و کارلوس اولیویرا از آن محوطه فرار کرد؛ زیرا قرار است تمام شهر با یک موشک هسته ای منهدم شود.

## بازیگران
- میلا یوویچ در نقش آلیس
- سیه‌نا گیلری در نقش جیل ولنتاین
- اودد فهر در نقش کارلوس اولیویرا
- توماس کرچمان در نقش سرگرد تیموتی کین
- سوفی واواسور در نقش آنجلا «آنجی» اشفورد
- رزاق ادوتی در نقش گروهبان پیتون ولز
- جرد هریس در نقش دکتر چارلز آشفورد
- مایک اپس در نقش لوید جفرسون «ال.جی.» وید
- ساندریان هالت در نقش تری مورالس
- متیو جی تیلور در نقش نمسیس
- ایان گلن در نقش دکتر سم آیساکس
- زاک وارد در نقش نیکولای جینویف
- آمبر مارشال در نقش فرزند دختر
- فرانک شیسورن